# The Rust
The Rust（ザ・ラスト）は日本のインディー・ロックバンド。覆面バンドのため、素性はほとんど不明。2018年デビュー。

## メンバー
メンバー2人は兄弟である。
- Ａ＋ （エープラス、兄）

ボーカル、ベース、シンセサイザー、レコーディング・エンジニア、作詞・作曲を担当。
フォークロック、オルタナティヴ・ロックから、ジャズ、現代音楽まで幅広く影響を受けているが、最も影響を受けたアーティストはニール・ヤング。
同じレーベルだった中村ピアノのファンで、『Your World remix』でコラボしたHYLEの大ファンでもある。
- Ｓｕ  （スー、弟）

ギター、レコーディング・エンジニア、作詞・作曲を担当。
最初期のビートルズやストレイ・キャッツ、ネオロカビリーなどを敬愛している。初めて買ったレコードは『シルヴァー・ビートルズ』。
初めて組んだバンドではドラマーだったが、The Rustではギター担当。

## 特色
- バンド名は、カナダのミュージシャン、ニール・ヤングのアルバム『ラスト・ネヴァー・スリープス（Rust Never Sleeps）』から取っている。
- 2人とも、ロック音楽に熱狂的な情熱を注いでいるため、2万枚以上のCDをコレクションしている[2]。
- 過去にはドラマーがいたことはあるが、現在は固定のドラマーは置いていない。
- 日本ではまだ知名度が低いが、アメリカ・ロサンゼルスを中心に海外では非常に高い評価を受けている[3]。
- 1st Mini Album『Forget-Me-Not』が、2019年2月27日付「A-25 週間 USEN HIT インディーズ・ランキング」16位にランクイン[4]。

## ディスコグラフィー
- 2018年12月12日 1st Mini Album『Forget-Me-Not』 ミュージック・ビデオには女優の秋葉七海を起用[5]。
- 2019年1月10日 『弦楽四重奏 Last Breath』 演奏＝G trio[3]。
- 2019年1月10日 『Last Breath アンビエントリミックス』 リミックス＝Kaitaro[3]。
- 2020年2月20日 『SKY』ミュージック・ビデオにはアンドロイドのお姉さんSAORIを起用[6]。
- 2020年3月15日 『Your World remix』リミックスは新進気鋭のDJ・トラックメイカーHYLE[7]。
- 2020年4月27日～5月3日[8]、5月4日～5月10日[9]の2週に渡り、音楽情報TV番組MUSIC B.B.にてMVがオンエア。
- 2021年5月26日 2年半ぶりとなる新作EP『Don't stop music』配信リリース[10]。
- 2021年12月15日 初アルバム『ひかりのまちが沈むゆめを見た』配信リリース[11]。
- 2022年8月10日 『ゆびさきのアルペジオ』配信リリース。オリジナル版に加え、カジヒデキがリミックスを担当した『ゆびさきのアルペジオ Hideki Kaji Remix』を含む3曲をリリース[12]。
- 2023年1月29日 『ゆびさきのアルペジオ Hideki Kaji Remix』MVをYouTubeで公開。アートディレクションは、イラストレーターの貂が担当[13]。